# لجنة الدفاع عن الحقوق الشرعية
لجنة الدفاع عن الحقوق الشرعية مجموعة سعودية لحقوق الإنسان ذات خلفية إسلامية ومطالب سياسية حُظِرت فور تأسيسها.

## التأسيس والحظر
في أبريل 1993 اجتمع سرًا عدد صغير من مثقفي الصحوة بقيادة سعد الفقيه ومحسن العواجي ومحمد الحضيف والتحق بهم لاحقا عبد العزيز القاسم وعبد العزيز الوهيبي ومحمد المسعري واتفقوا على تأسيس لجنة للدفاع عن حقوق الإنسان لكنهم أرادوا أن يكون أعضاؤها المؤسسون الرسميون من المشهورين فكان الاختيار على ستة من المشائخ والمهنيين المشهورين هم عبد الله المسعري وعبد الله بن جبرين وعبد الله حمود التويجري وعبد الله الحامد وسليمان الرشودي وحمد الصليفيح.
في 3 مايو 1993 صدر بيان بتوقيع الستة المشهورين معلنا تأسيس لجنة الدفاع عن الحقوق الشرعية ونص البيان أن غاية اللجنة «رفع الظلم [...] والدفاع عن حقوق الإنسان التي تقررها الشريعة» وطلبت من الناس التعاون بالإبلاغ عن المظالم وتولى محمد المسعري منصب الناطق الرسمي باسم اللجنة. عقِب تأسيس اللجنة استنكار المفتي العام للمملكة عبد العزيز بن باز الذي نصح بعدم قراءة منشورتها. بينما علق محمد بن صالح العثيمين عضو هيئة كبار العلماء على تأسيسها «أنه غير شرعي وأنه افتيات على ولي الأمر، وأنه يؤدي إلى الفوضى».
في 15 مايو اعتقل المتحدث الرسمي باسم اللجنة محمد المسعري (أطلق سراحه في شهر نوفمبر من نفس السنة) واعتقل عبد الله الحامد في 15 يونيو وسعد الفقيه ومحسن العواجي و12 أكاديميا آخرًا من الداعمين للجنة.

## العمل من الخارج
بعد خروج المسعري من السجن قررت اللجنة فتح مكتب لها في لندن واختارت أن يمثلها كل من سعد الفقيه ومحمد المسعري. في عام 1994 خرج الفقيه مع أسرته إلى لندن بينما وصل المسعري إليها بعد أن تسلل إلى اليمن وبدأ نشاط اللجنة مجددا في أبريل 1994 بإرسال منشوراتها إلى داخل المملكة بالفاكس. في عام 1996 نشب خلاف حاد بين المسعري والفقيه حول إستراتيجية عمل اللجنة فبينما حاول الفقيه تركيز النشاط على مواجهة النظام السعودي أراد المسعري أن يكون للجنة نشاط ذو طابع عالمي وحاول أن يقيم علاقات بينها وبين حزب التحرير. انتهى الأمر إلى إقالة الفقيه وتأسيسه الحركة الإسلامية للإصلاح في مارس 1996.